# Babe London
Babe London, all'anagrafe Jean Glover (Des Moines, 28 agosto 1901 – Woodland Hills, 29 novembre 1980), è stata un'attrice statunitense, attiva in oltre 80 produzioni hollywoodiane fin dall'epoca del cinema muto tra il 1919 e il 1980.
Sebbene spesso non accreditata, era celebre per la sua corporatura imponente che la fece diventare una ricercata caratterista soprattutto in molte commedie, lavorando con registi quali Charlie Chaplin e Buster Keaton.
Uno dei suoi pochi ruoli da protagonista fu nel 1931 come futura sposa di Oliver Hardy in La sposa rapita di James W. Horne.
Babe London muore nel 1980 ed, in base alle sue volontà, il suo corpo venne donato alla scienza.

## Filmografia parziale

### Cinema
- Giorno di festa (A Day's Pleasure), regia di Charlie Chaplin (1919)
- Merely Mary Ann, regia di Edward Le Saint (1920)
- Too Many Burglars, regia di Eddie Lyons e Lee Moran (1920)
- The Weak-End Party, regia di Broncho Billy Anderson (1922)
- Il matto sul pallone (The Balloonatic), regia di Buster Keaton ed Eddie Cline (1923)
- Io e la vacca (Go West), regia di Buster Keaton (1925)
- Passione cosacca (New Moon), regia di Jack Conway (1930)
- La sposa rapita (Our Wife), regia di James W. Horne (1931)

### Televisione
- The Best of the Post – serie TV, episodio 1x03 (1960)